# Shades of Cool
«Shades of Cool» —en español: «Sombras de la indiferencia»— es una canción de la cantautora estadounidense Lana Del Rey perteneciente a su tercer álbum de estudio, Ultraviolence (2014). Fue coescrita por Del Rey, y Rick Nowels, y producida por Dan Auerbach. La canción fue lanzada el 26 de mayo de 2014 por Polydor Records e Interscope Records como segundo sencillo de Ultraviolence.

## Composición
Consequence of Sound describió la canción como «una balada lenta y ligeramente sombría marcada por guitarras reverberó, atmosféricos leves, y la voz de Del Rey que se alternan entre un susurro y lamentos efímero». Billboard lo llamó una «balada de barrido atmosférico que contrasta el pop inteligente de 'West Coast'».

## Vídeo musical
El vídeo oficial de Shades of Cool fue publicado en VEVO el 17 de junio de 2014. Después del primer día en ser publicado, el vídeo ya contaba con más de 30 millones de visitas.

## Respuesta de la crítica
«Shades of Cool» ha recibido aclamaciones universales de los críticos de música. Josh Wigler de MTV lo llamó «cincuenta sombras de grandeza». Chris Coplan de Consequence of Sound complementó la canción por su «gracia y sofisticación». Sarah Shetty de Slate llamó a «Shades of Cool» «un precioso, retorno melancólico de ella» y la comparó favorablemente con su anterior sencillo «West Coast».

## Posicionamiento en listas

### Semanales
| Alemania          | German Singles Chart         | 80 |
| Australia         | Australian Singles Chart     | 49 |
| Bélgica (Flandes) | Ultratop 50                  | 40 |
| Canadá            | Canadian Hot 100             | 52 |
| Eslovaquia        | Radio Top 100 Chart          | 10 |
| España            | Top 50 Canciones             | 31 |
| Estados Unidos    | Billboard Hot 100            | 79 |
| Francia           | SNEP                         | 37 |
| Grecia            | Greece Digital Songs         | 3  |
| Hungría           | Single (Track) Top 10        | 19 |
| Italia            | Italian Top Digital Download | 60 |
| Noruega           | VG-lista<                    | 40 |
| Nueva Zelanda     | NZ Top 40 Singles Chart      | 34 |
| Rusia             | 2M                           | 8  |
| Suecia            | Swedish Singles Chart        | 9  |
| Suiza             | Swiss Singles Chart          | 5  |

## Historial de lanzamientos
| País           | Fecha              | Formato          | Discográfica |
| -------------- | ------------------ | ---------------- | ------------ |
| Estados Unidos | 26 de mayo de 2014 | Descarga digital | Interscope   |